# Экатепек-де-Морелос
Экатепек-де-Морелос (исп. Ecatepec de Morelos) — город в Мексике, в штате Мехико, входит в состав одноимённого муниципалитета и является его административным центром. Численность населения, по данным переписи 2010 года, составила 1 655 015 человек. Город является наиболее населённым пригородом агломерации Мехико.

## Общие сведения
Город более известен как просто Экатепек, что с языка науатль можно перевести как ветреный холм. Морелос — фамилия героя войны за независимость Хосе Марии Морелоса.

## История
Поселение было основано в доиспанский период, а первое упоминание относится к 1517 году, когда Эрнан Кортес послал в эту местность миссионеров.
1 октября 1877 года название Сан-Кристобаль-Экатепек было изменено на Экатепек-де-Морелос.
1 декабря 1980 года Экатепек-де-Морелос был объявлен городом.
В апреле 1995 года были найдены останки мамонта в Colonia Ejidos de San Cristóbal; кости предварительно датируются примерно 10 500 годом до н. э.

## Фотографии

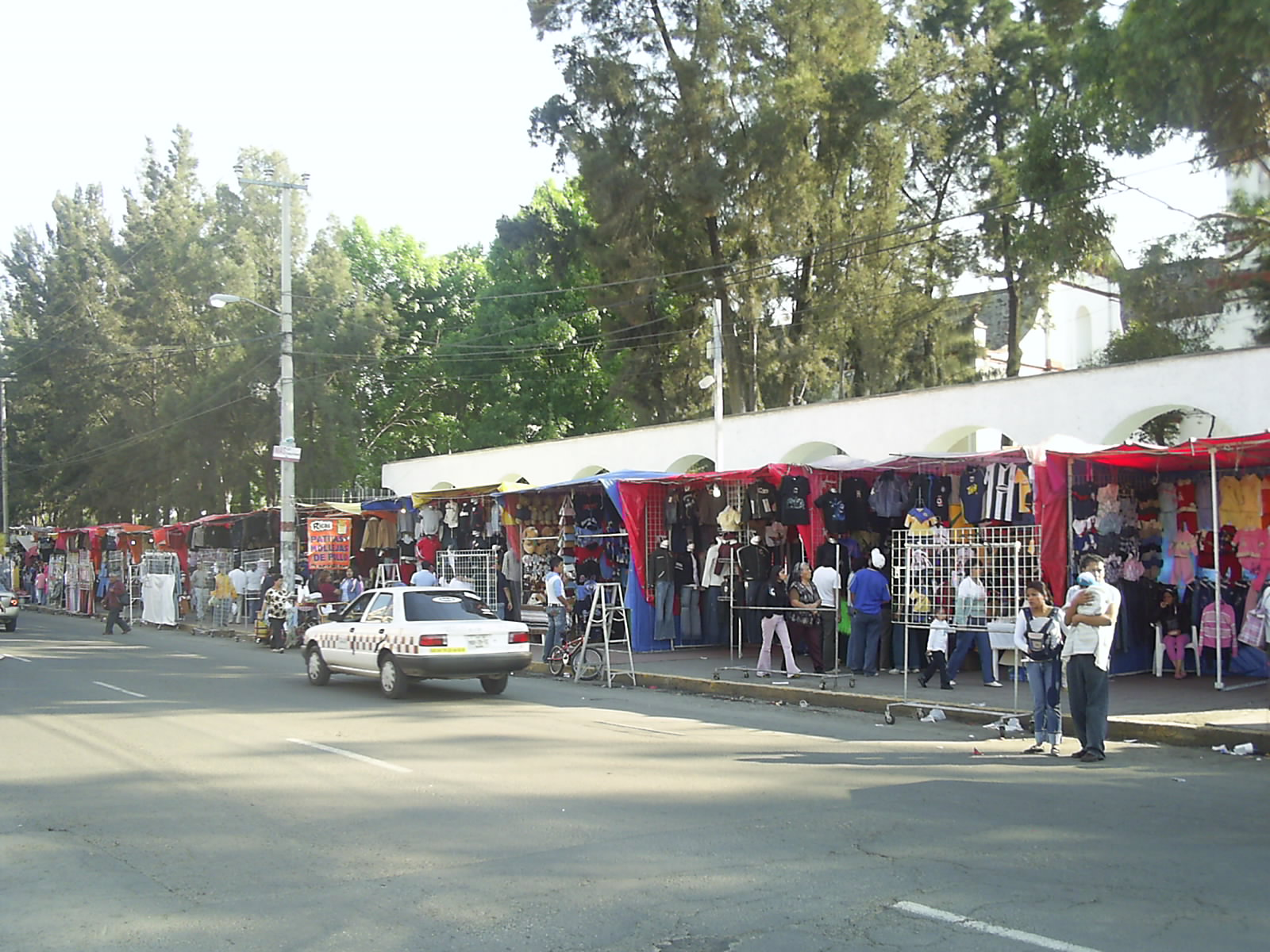
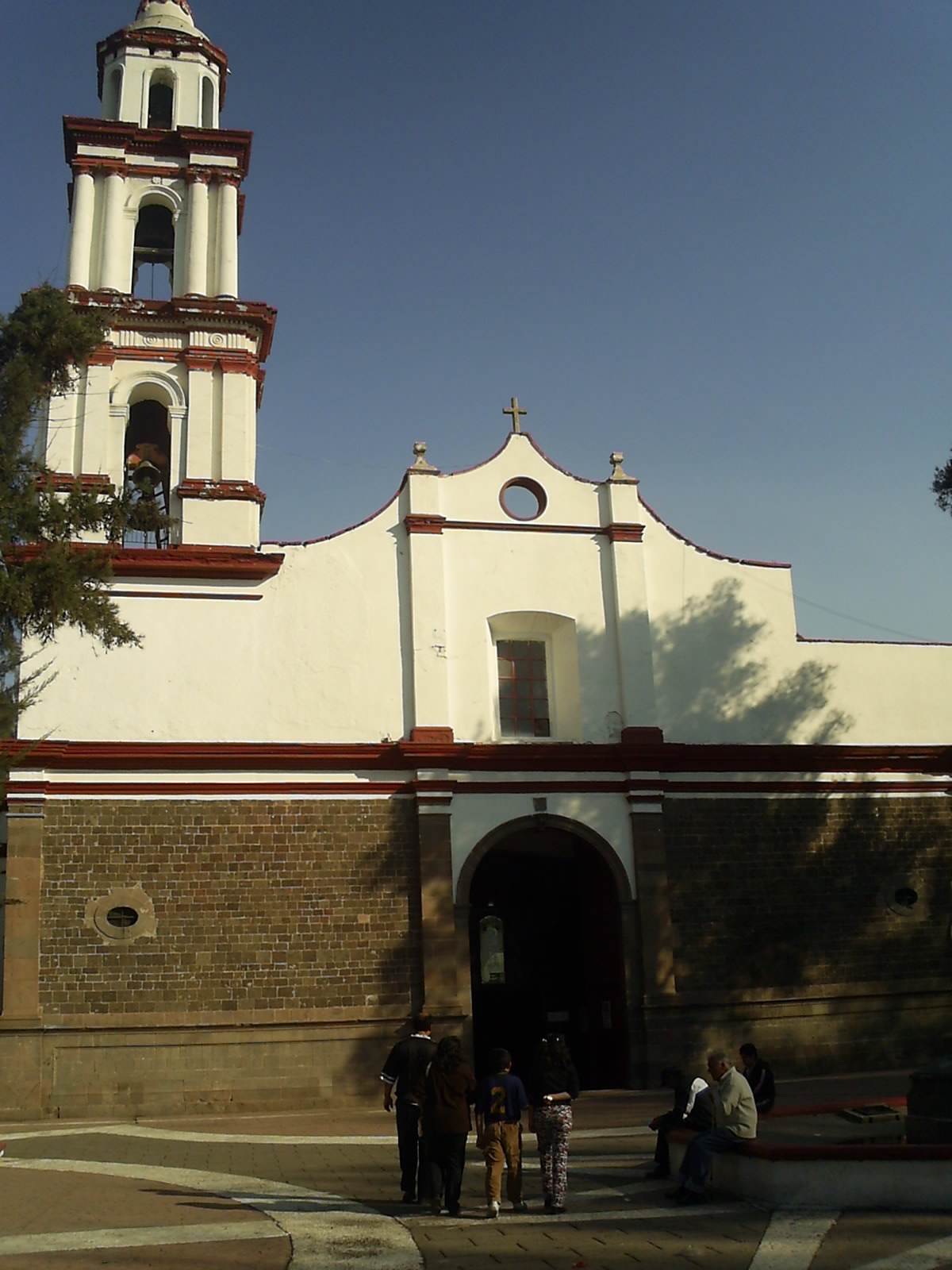
Церковь
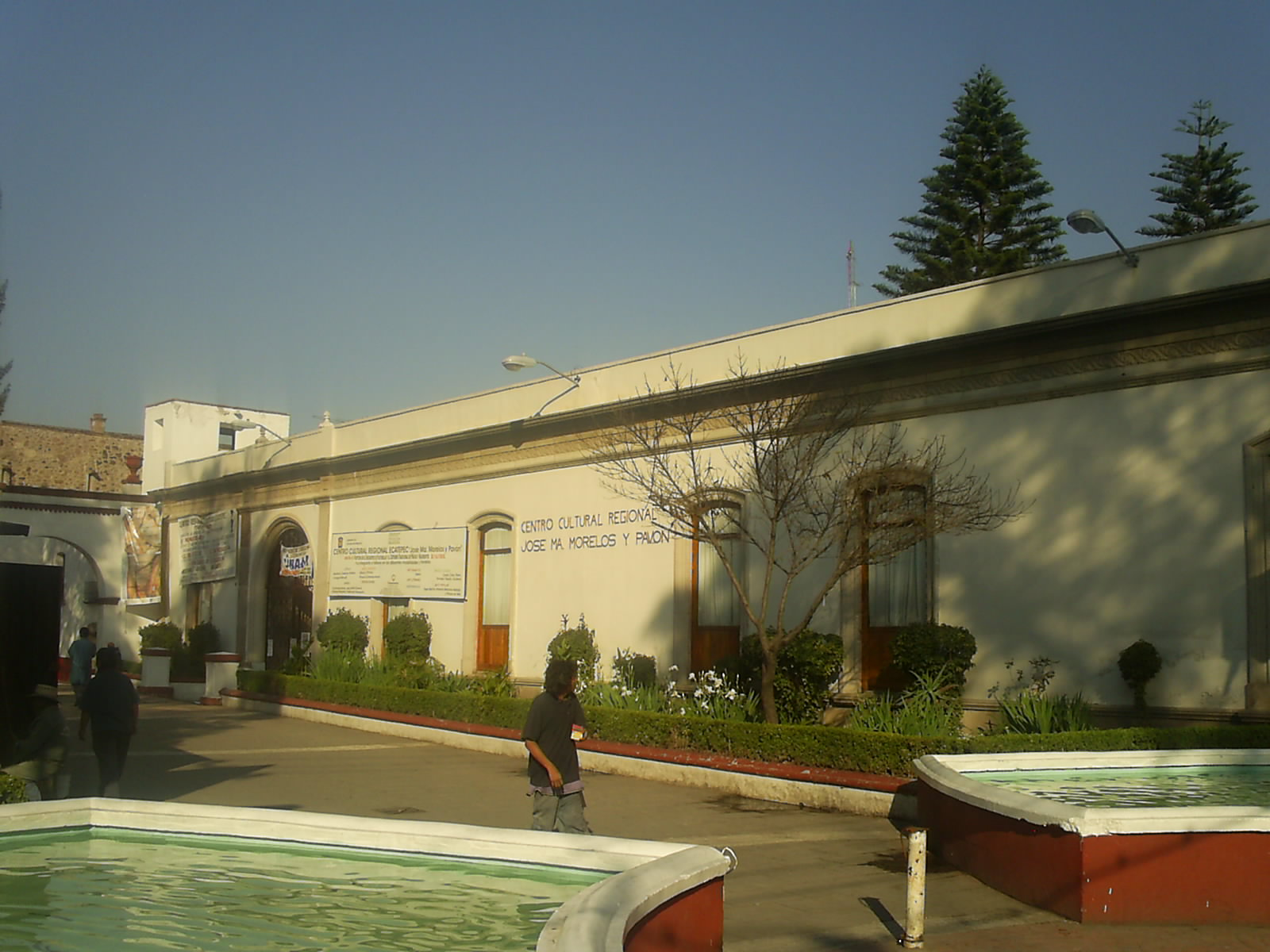